# ジョー・シュミット (ラグビー指導者)
ジョー・シュミット（Josef Schmidt, 1965年9月12日 - ）は、ニュージーランド出身のラグビー指導者。ラグビーオーストラリア代表ヘッドコーチ（2024年 - 2025年）。
ラグビーアイルランド代表ヘッドコーチ（2013年 - 2019年）、ラグビーニュージーランド代表アシスタントコーチ（2022年 - 2023年）を歴任。

## 来歴
ノースランド地方カワカワ生まれ。パーマストン・ノース郊外ウッドヴィル育ち。ドイツ姓“シュミット(Schumidt)”を持つが、先祖はドイツの出身ではなく、ポーランドの出身である。1875年に3世代前のシュミット家が現在のネーピアに移住したことがニュージーランドでのシュミット家の始まりである。
タラルア・カレッジ卒業後、教員養成校に4年間就学し教員資格を取得。パーマストン・ノース・ボーイズ・ハイスクール（PNBHS）に教諭として勤務し英語と英文学、ラグビーを指導する。PNBHS 1st XV（1軍）ラグビーチームを指導し、1996年に29戦22勝、1997年に31戦26勝と2年連続でニュージーランド高校学校選手権大会4強に育て上げた。その後、ネイピア・ボーイズ・ハイスクール（NBHS）教諭 兼 NBHS 1st XVラグビーチームコーチ（1999年 - 2000年）を経て、教員生活終盤はタウランガ・ボーイズ・カレッジ（TBC）副校長 兼 TBC 1st XVラグビーチームを指導した。この経歴からスポーツ紙では「元教師」「元副校長」の役職名が用いられることが多い。2004年にブルースアシスタントコーチに就任するため教員生活から引退する。
ラグビー選手としては、ニュージーランド州代表選手権（NPC）に参戦するマナワツで29試合に出場。現役時代のポジションはWTB。1991年から1年半、アイルランドのアマチュアリーグに所属するムリンガーで選手 兼 コーチとして競技生活を送った経歴を持つが、ラグビーニュージーランド代表に選出された経歴はない。
ニュージーランド高等学校代表男子ラグビーチームアシスタントコーチを4期務め、2003年-2004年シーズンにNPCに参戦する「ベイ・オブ・プレンティ」コーチに就任。2004年ランフリー・シールドを獲得。2004年シーズンから2007年シーズンまでブルースアシスタントコーチを務め2007年シーズンはチームを4強に育て上げた。
修士の学位取得のため休暇を取る予定でいたが、ニュージーランド出身のラグビー指導者でASMクレルモン・オーヴェルニュヘッドコーチを務めるヴァーン・コッターからの要請を受け渡仏。2007年シーズンからASMクレルモン・オーヴェルニュバックス担当コーチに就任。2007年-2008年、2008年-2009年はフランス選手権トップ14で2位、2009年-2010年にトップ14で優勝を果たす。
2010年-2011年シーズンからプロ12に参戦するレンスターヘッドコーチに3年契約で就任。2010年-2011年シーズン、2011年-2012年シーズンと2期連続でハイネケン・カップ優勝。プロ12リーグ戦では2010年-2011年シーズンと2011年-2012年シーズンの2期連続で2位。この実績と娘の就学問題もあり、ニュージーランドへ帰国しスーパーラグビーヘッドコーチ就任が噂されたが、2013年4月29日、アイルランドラグビー協会はシュミットを第16代アイルランド代表ヘッドコーチに任命した。契約は2016年末までの3年契約。2012-2013欧州チャレンジカップ優勝。
2015年9月2日にアイルランド国籍を取得した。
2016年の南アフリカ遠征では、アイルランドラグビー史上初となる南アフリカ代表から1勝（アウェー戦）を挙げる（3戦1勝2負）。同年10月にラグビーワールドカップ2019閉会まで、アイルランド代表チームを指揮する契約延長に合意した。
2018年11月、ラグビーワールドカップ2019閉会後にコーチ業からの引退を表明した。
2020年2月、ラグビースペイン代表のテクニカル・アドバイザーに就任（「2020 ラグビーヨーロッパチャンピオンシップ」の大会期間中のみ）。ブルーズの非常勤コーチに就任（2020年シーズンのみ）。同年10月には、ワールドラグビーに新設された「ディレクター・オブ・ラグビー」に就任するも、息子のてんかんの治療を理由に翌年に退任。
2021年12月、ラグビーニュージーランド代表の独立選考委員に就任。
2022年6月から同年7月に掛けて行われたラグビーアイルランド代表によるニュージーランド遠征では、ニュージーランド代表のコーチ陣が新型コロナウイルスの陽性で指揮できず、シュミットが臨時コーチとして第1戦を指揮し、アイルランドに勝利した。同年8月17日に、ラグビーニュージーランド代表のアシスタントコーチ（攻撃担当）に就任（ラグビーワールドカップ2023大会終了までの契約）。
2024年1月、ラグビーオーストラリア代表ヘッドコーチに就任（2年契約）。実子の病を理由に2025年のラグビーシーズン終了後の退任を表明している。退任後はラグビーオーストラリア代表諮問委員会委員に就任予定。

## ラグビーアイルランド代表ヘッドコーチ
2013年シーズン
アイルランド代表ヘッドコーチ着任初シーズンは5戦3勝2負。母国ニュージーランドと、オーストラリア代表戦では敗北。
2014年シーズン
シックス・ネイションズ5戦4勝1負で優勝。対アルゼンチン戦2戦2勝、対南アフリカ戦1戦1勝、対オーストラリア戦1戦1勝。
2015年シーズン
シックス・ネイションズ5戦4勝1負で優勝。
2016年シーズン
シックス・ネイションズ5戦2勝2負1分で3位。対ニュージーランド代表戦で2戦1勝1負。対オーストラリア代表選で1戦1勝。南アフリカ遠征で1勝（3戦1勝2負）。同年11月開催の北半球国際対抗戦では、111年に渡るアイルランドラグビー史上初となる対ニュージーランド戦で勝利（40対29）。テストマッチ18戦連続勝利のニュージーランド代表に土をつける（ニュージーランド代表はこの年初の黒星）。ワールドラグビーランキングは4位に上昇。
2017シーズン
シックス・ネイションズ5戦3勝2負で2位。11月開催の北半球国際対抗戦で3戦3勝。ワールドラグビーランキングは3位に上昇。
2018シーズン
シックス・ネイションズ5戦5勝で優勝。ワールドラグビーランキングは2位に上昇。対ニュージーランド戦では2勝目（ホーム戦では初）の勝利を挙げる。ワールドラグビー年間最優秀監督賞と最優秀チーム賞を受賞。
2019シーズン
シックス・ネイションズは5戦3勝2負けで3位。同年8月31日開催の対ウェールズ戦（アウェー）で勝利し、アイルランドラグビー史上初となる世界ランク1位に上昇。

## 主なタイトル
- 2004年 - ランファリー・シールド獲得（ベイ・オブ・プレンティー史上初タイトル（アシスタントコーチ））
- 2010年 - トップ14優勝（ASMクレルモン・オーヴェルニュ（アシスタントコーチ））
- 2011年 - ハイネケン・カップ優勝（レインスター（ヘッドコーチ））
- 2012年 - ハイネケン・カップ優勝（レインスター（ヘッドコーチ））
- 2013年 - 欧州チャレンジカップ優勝（レインスター（ヘッドコーチ））
- 2014年 - シックス・ネイションズ優勝（ラグビーアイルランド代表ヘッドコーチ）
- 2015年 - シックス・ネイションズ優勝（ラグビーアイルランド代表ヘッドコーチ）
- 2017年 - シックス・ネイションズ優勝（ラグビーアイルランド代表ヘッドコーチ）
- 2018年 - ワールドラグビー年間最優秀監督賞受賞（ラグビーアイルランド代表ヘッドコーチ）